# Lista monumentelor ocrotite de stat din raionul Taraclia
Lista monumentelor din raionul Taraclia cuprinde monumentele patrimoniului cultural din raionul Taraclia înscrise în Registrul monumentelor Republicii Moldova ocrotite de stat.
Registrul monumentelor Republicii Moldova ocrotite de stat a fost aprobat prin Hotărârea Parlamentului nr. 1531-XII împreună cu Legea nr. 1530-XII privind ocrotirea monumentelor RM din 22 iunie 1993. În Monitorul Oficial nr. 1 din 1994 a fost publicată doar Legea, fără a include însă și Registrul, care a fost publicat mult mai târziu, la 2 februarie 2010. A nu se confunda cu Registrul arheologic național sau cel al monumentelor de for public, care sunt liste diferite ce vizează doar anumite compartimente ale patrimoniului cultural, întocmite în baza unor legi separate.
Lista completă este menținută și actualizată periodic de către Ministerul Culturii din Republica Moldova, dar înainte ca modificările să intre în vigoare acestea trebuie să fie aprobate de către Parlament. Această listă este menită să cuprindă și actualizările ulterioare.
| Nr.   | Localizare                                                                        | Denumire                                                                                          | Datare       | Tip   | Însemnătate | Imagine                 | Erori             |
| ----- | --------------------------------------------------------------------------------- | ------------------------------------------------------------------------------------------------- | ------------ | ----- | ----------- | ----------------------- | ----------------- |
| 357   | Taraclia                                                                          | Biserica „Sf. Gheorghe”                                                                           | 1873         | At    | N           | Încarcă foto            | Raportează eroare |
| 358   | Taraclia                                                                          | Casa memorială a lui Olimpii Panov, erou național al Bulgariei, participant la lupta de la Plevna |              | Is    | N           | Încarcă foto            | Raportează eroare |
| 360   | Taraclia                                                                          | Monument la mormântul a 4 ostași căzuți în război (1941-1945)                                     |              | Is    | L           | Încarcă foto            | Raportează eroare |
| 361   | Taraclia                                                                          | Monument la mormântul ostașului căzut în 1944                                                     |              | Is    | L           | Încarcă foto            | Raportează eroare |
| 361.1 | Albota de Sus str. Iubileinaia, 37 45°58′24″N 28°28′22″E / 45.97344°N 28.472846°E | Biserica „Sfântul Ilie”                                                                           | 1935-1938    | At    | N           | galerie \| Încarcă foto | Raportează eroare |
| 362   | Albota de Jos                                                                     | Monument în memoria consătenilor căzuți în război (1941-1945)                                     |              | Is    | L           | Încarcă foto            | Raportează eroare |
| 363   | Aluatu                                                                            | Monument eroilor căzuți în război (1941-1945)                                                     |              | Is    | L           | Încarcă foto            | Raportează eroare |
| 364   | Balabanu                                                                          | Monument în memoria consătenilor căzuți în război (1941-1945)                                     |              | Is    | L           | Încarcă foto            | Raportează eroare |
| 365   | Borceag                                                                           | Biserica „Sf. Apostol Petru și Pavel”                                                             | sec. XIX     | At    | N           | Încarcă foto            | Raportează eroare |
| 366   | Budăi                                                                             | Monument în memoria consătenilor căzuți în război (1941-1945)                                     |              | Is    | N           | Încarcă foto            | Raportează eroare |
| 367   | Cairaclia                                                                         | Monument în memoria consătenilor căzuți în război (1941-1945)                                     |              | Is    | L           | Încarcă foto            | Raportează eroare |
| 368   | Ciumai                                                                            | Clădirea fostei fabrici de vin a lui Zaharian                                                     | sf. sec. XIX | Is At | N           | Încarcă foto            | Raportează eroare |
| 369   | Ciumai                                                                            | Monument la mormântul ostașului și în memoria consătenilor căzuți în război (1941-1945)           |              | Is    | L           | Încarcă foto            | Raportează eroare |
| 370   | Copceac                                                                           | Biserica „Adormirea Maicii Domnului”                                                              | 1918         | At    | N           | galerie \| Încarcă foto | Raportează eroare |
| 371   | Copceac                                                                           | Monument în memoria consătenilor căzuți în război (1941-1945)                                     |              | Is    | L           | Încarcă foto            | Raportează eroare |
| 372   | Copceac                                                                           | Monument la mormântul ostașilor căzuți în 1944                                                    |              | Is    | L           | Încarcă foto            | Raportează eroare |
| 373   | Copceac                                                                           | Monument lui M. Rodac, căzut în 1941                                                              |              | Is    | L           | Încarcă foto            | Raportează eroare |
| 375   | Musaitu                                                                           | Biserica „Sf. Dumitru”                                                                            | 1814         | At    | N           | Încarcă foto            | Raportează eroare |
| 376   | Musaitu                                                                           | Monument în memoria consătenilor căzuți în război (1941-1945)                                     |              | Is    | L           | Încarcă foto            | Raportează eroare |